# Mir Geribert
Mir Geribert (Gavá-Tortosa, 1060) fue un noble catalán. que protagonizó una revuelta de una parte de la nobleza contra el conde de Barcelona, Ramón Berenguer I  al no aceptar el régimen de franquezas, que este habían concedido a los campesinos.
Se autoproclamó príncipe de Olérdola.

## Biografía
Era hijo del vizconde de Barcelona, Geribert, y de Ermengarda, hija del conde de Barcelona Borrell II. Casó con Dispòsia de Sant Martí, con la que tuvo dos hijos, Bernat y Geribert; y con Guisla de Besora, con la que tuvo a Gombau, Arnau y Ramon. Mir Geribert era señor feudal de un amplio conjunto de tierras en el delta del Llobregat, el Vallés y el Panadés. Entre sus posesiones destacaban el castillo barcelonés del Puerto, la fortaleza de Olérdola y el castillo de Sant Martí. De carácter belicoso, tuvo numerosos conflictos con autoridades civiles y eclesiásticas. En 1041 se autotituló príncipe de Olérdola, por lo que entró en conflicto con el conde Ramón Berenguer I. Apoyado por sus primos, el vizconde de Barcelona Udalardo II y el obispo de Barcelona Guislaberto, llegó a atacar el Palacio Condal de Barcelona. Sin embargo, el conflicto se resolvió con una sentencia arbitral dictada por el obispo de Vic, Oliba, en 1044. Sin embargo, en 1052 hubo otro conflicto entre ambos, que se saldó con otra sentencia arbitral. Posteriormente tuvieron otros encontronazos, motivados por el entendimiento de Mir con los musulmanes de los reinos fronterizos al Condado de Barcelona, a los que instaba a rebelarse contra el conde y no pagar las parias debidas. Finalmente, llegaron a un entendimiento en 1057, y Mir entró a formar parte de la corte condal.

## Relación con el poder eclesiástico
Mir Geribert tuvo una relación polivalente con algunos monasterios. Sant Cugat, Santa Cecilia de Montserrat y Sant Benet de Bages fueron víctimas de usurpación de sus propiedades que, más tarde le fueron restituidas. Por contra, San Sebastián de los Gorgs fue fundada por Mir; dio bienes del castillo de Bará en el monasterio de Cluny para fundar un monasterio guerrero, pero la abadía borgoñona no aceptó esta propuesta.

## Relación con los musulmanes
Mantuvo unas buenas relaciones con los sarracenos de Tortosa, y logró abrir el paso por el Camp de Tarragona, estableciendo un cierto comercio con la Hispania musulmana. Parece que también les atió a no pagar las parías al conde. Estas relaciones se reducen con la intervención del abad Oliba de Vic con una sentencia arbitral en 1044, y las muertes de Gombau de Besora ( 1050 ) y de Ermesenda ( 1058 ).

## Muerte
Hechas las paces con el conde de Barcelona Ramon Berenguer I, en 1060 inició una campaña reconquistadora en tierras del Ebro.
Participó en una expedición a su servicio contra el castillo de Mora, donde fue capturado y muerto el 29 de octubre de 1060, junto con su hijo Bernat, a manos de sus antiguos aliados de Tortosa. Su testamento repartió sus bienes entre los hijos de su segundo matrimonio con Guisla.